# Горињ
Горињ (укр. Гори́нь; блр. Гарынь; рус. Горы́нь) река је у Украјини и Белорусији и десна притока реке Припјат (део басена реке Дњепар).
Извире у подручју Кременацког побрђа, тече преко нешто нижег Волинског побрђа, Полесја и Припјатских мочвара. У горњем делу тока корито јој је доста уско, а обале стрме и има доста јак пад. У доњем делу тока обала је широка и замочварена. 
Укупна дужина водотока је 659 km, а површина сливног подручја 27.700 km². Просечан проток у зони ушћа је око 110 m³/s. Пловна је у дужини од 291 km узводно од ушћа. Највећа дубина у кориту је до 18 метара. 
Најважнија притока је река Јужни Случ.
На реци леже бројни градски центри — Изјаслав, Славута, Нетишин, Острог, Гошча , Оржив, Степањ, Дубровицја, Речица, Столин, Давид Гарадок.